# Suger
Suger (ur. ok. 1081, zm. 13 stycznia 1151) – francuski kronikarz i historyk, opat i prawdopodobnie autor projektu bazyliki Saint-Denis.
Urodzony w zubożałej rodzinie, około 1091 wstąpił do zakonu benedyktynów. Do 1104 odbywał nowicjat w klasztorze St. Denis de l'Estrée (gdzie spotkał się z późniejszym królem Francji Ludwikiem VI). W latach 1104–1106 przebywał w opactwie St Benoît-sur-Loire. W 1106 został sekretarzem opata Saint-Denis. Do 1109 został proboszczem w Berneval i Toury.
W 1118 Ludwik VI wysłał Sugera jako emisariusza na dwór papieża Gelazjusza II w Maguelone. Później, po jego śmierci, Suger aż do 1122 przebywał na dworze jego następcy Kaliksta II.
Po powrocie do Francji został mianowany opatem Saint-Denis. W latach 1127–1137 przeprowadził reorganizację i reformę opactwa. W 1137 towarzyszył przyszłemu królowi Ludwikowi VII w jego podróży do Akwitanii zakończonej ślubem z Eleonorą Akwitańską. Jakkolwiek nie był zwolennikiem drugiej krucjaty, podczas jej trwania pełnił funkcję jednego z regentów królestwa (1147–1149). Będąc architektem królewskiego małżeństwa, stanowczo sprzeciwiał się rozwodowi z Eleonorą Akwitańską.
Suger cieszył się przyjaźnią i zaufaniem zarówno Ludwika VI jak i Ludwika VII. Doradzał królom w sprawach taktyki postępowania z buntami mieszczan, był zwolennikiem umacniania władzy królewskiej poprzez pozyskiwanie wsparcia mieszczan nadając miastom przywileje królewskie. Równocześnie był zwolennikiem wytępienia rycerzy-rozbójników. Był także jednym z autorów reformy sądowniczej we Francji – w celu wzmocnienia władzy królewskiej nadał sądom królewskim znaczenie najwyższej instancji.

## Opat Saint-Denis
Jako opat Saint-Denis, Suger przyczynił się do wzrostu znaczenia i bogactwa opactwa. Za jego rządów wzniesiono obecny budynek bazyliki, jeden z pierwszych przykładów nowego stylu w architekturze – gotyku.
Główną pasją Sugera było kronikarstwo. Zostawił szereg dzieł:
- Vita Ludovici regis – panegiryk poświęconemu Ludwikowi VI Grubemu
- Historia gloriosi regis Ludovici – historia panowania Ludwika VII niedokończona, pisanie przerwała śmierć Sugera
- Liber de rebus in administratione sua gestis – o budowie bazyliki, historii opactwa i zawartości skarbca
- Libellus de consecratione ecclesiae S. Dionysii – traktuje o budowie bazyliki oraz o jej poświęceniu. Dzieła Sugera były inspiracją dla jego następców, zakonnych autorów szeregu półoficjalnych średniowiecznych kronik francuskich
- Manuskrypt nr 543 – najstarszy w historii Francji[2][3].